# Кайруан
Кайруа́н (устар. Каирван, Кайраан; араб. القيروان‎, Эль-Кайруа́н — «караван») — город в Тунисе, самый святой город мусульман Магриба. Соединён шоссе и железной дорогой с Сусом, расположенным в 61 км к востоку. В 1988 году внесён в число памятников Всемирного наследия ЮНЕСКО.

## История
Кайруан основан в 670 году Укба ибн Нафи (племянником Амра ибн аль-Аса) на месте византийской крепости как плацдарм для арабского завоевания Магриба и в средние века служил столицей Ифрикии сначала при Аглабидах, потом — при Фатимидах и Зиридах.
Переход от возделывания степи к кочевой жизни вкупе с регулярными нападениями бедуинов племени хилал привели в XI веке к переносу столицы из Кайруана в Тунис. С тех пор захиревший Кайруан развивался как удалённый от столицы торг для сбыта продовольствия кочевникам.

## Достопримечательности
В Кайруане уцелело множество мечетей, среди которых первое место занимает соборная мечеть Кайруана, заложенная вместе с городом в 670 году. Нынешнее здание, более напоминающее крепость, с 35-метровым минаретом, — памятник эпохи Аглабидов. Материалы для её строительства были привезены из разрушенного арабами Эль-Джема, в их числе — 414 античных колонн. В 1057 году мечеть сильно пострадала от набега кочевников.
Помимо самой мечети, к святыням Кайруана относятся гробница одного из спутников Мухаммеда и круглый 73-метровый бассейн («Аглабидcкий бассейн») IX века. Эти памятники расположены за пределами древней медины, обнесённой стеной.

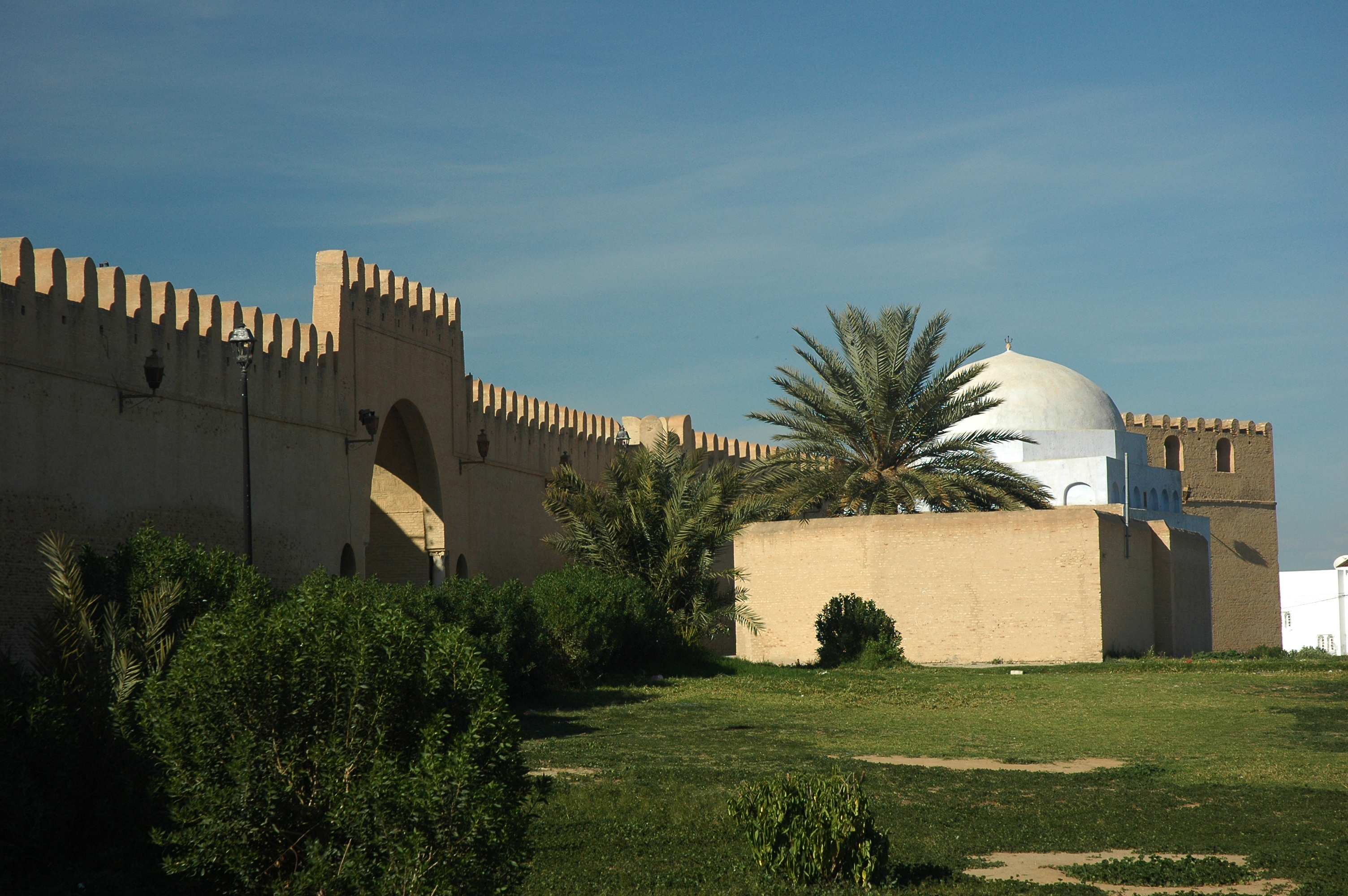
Городская стена
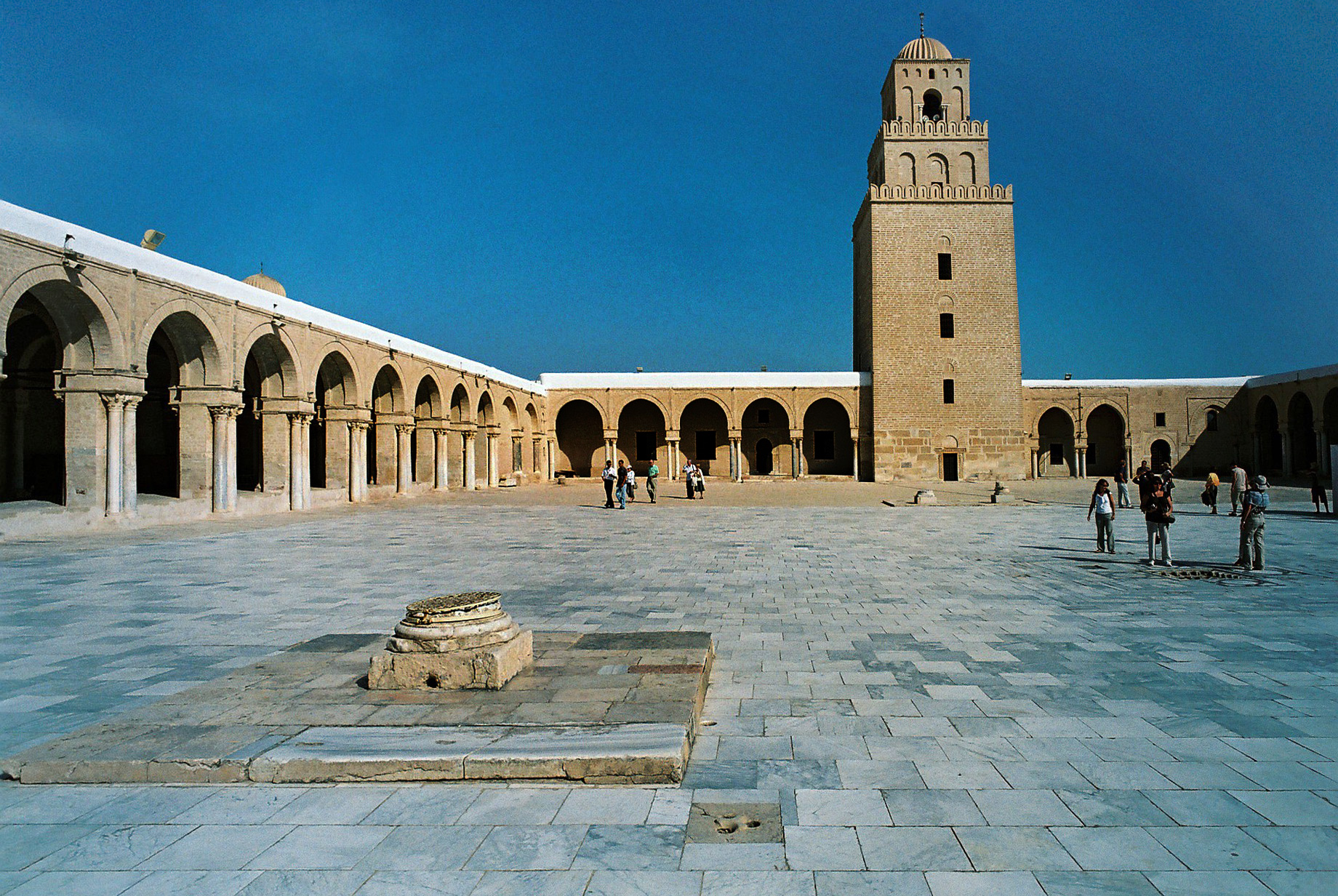
Великая мечеть Кайруана
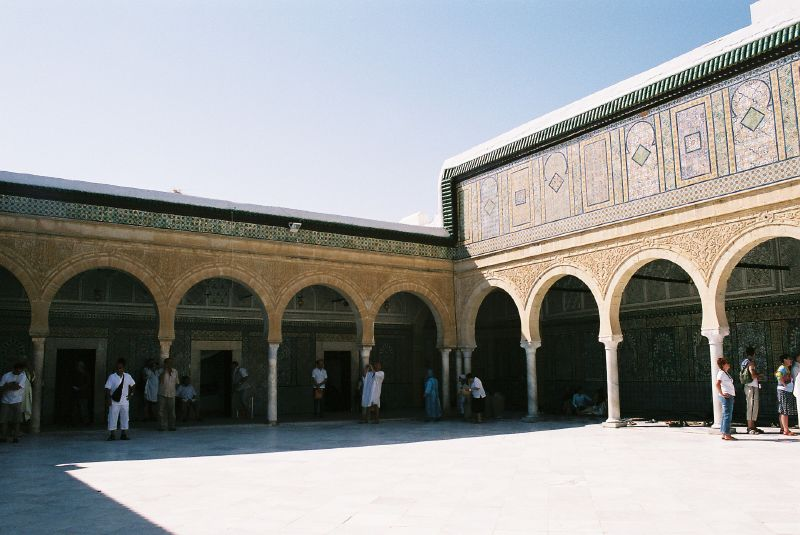
Мечеть цирюльника
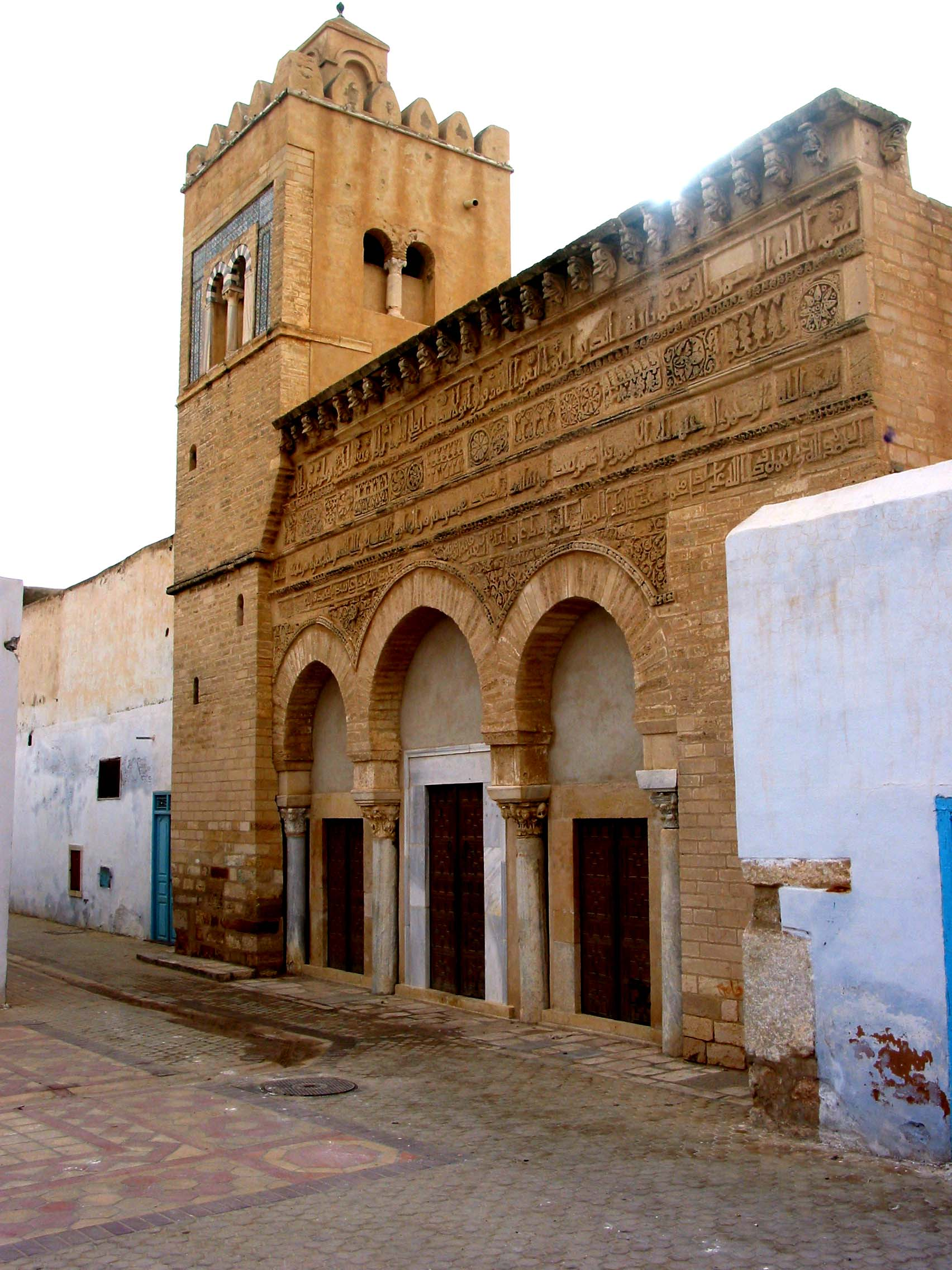
Мечеть о трёх дверях
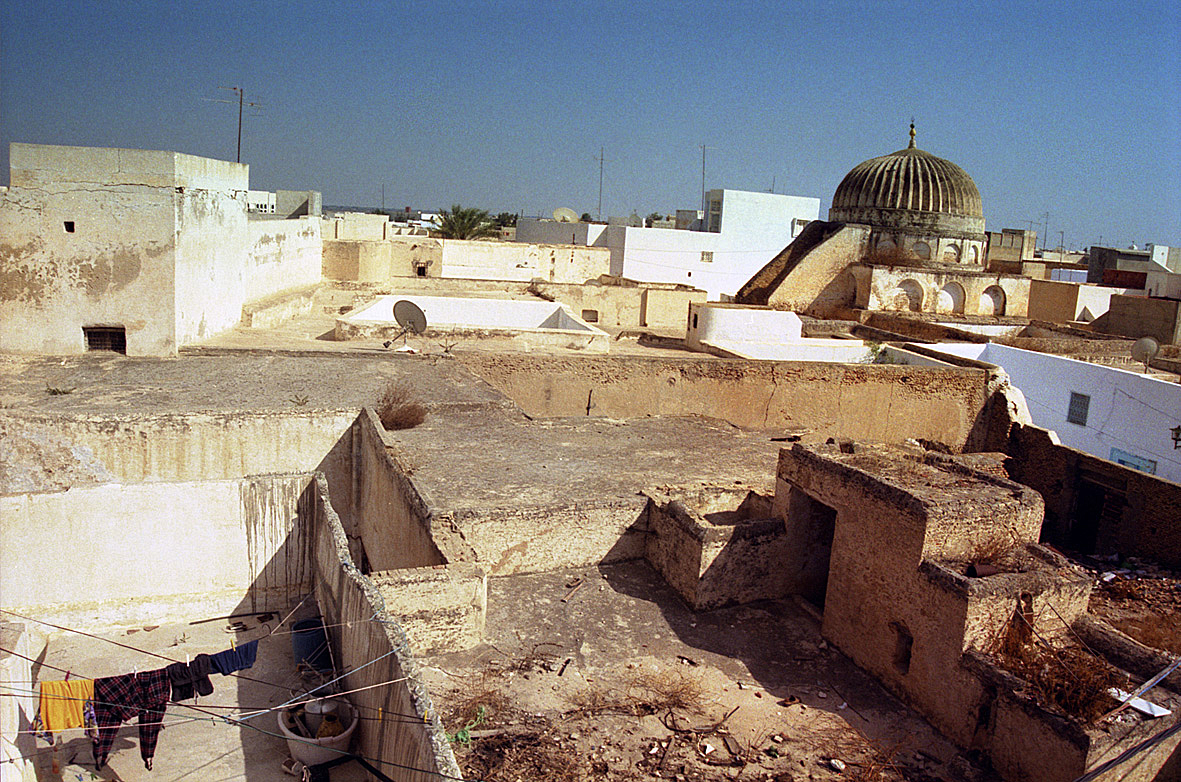
Старый город